# 독활
독활 또는 멧두릅(영어: Aralia cordata, Aralia continentalis)은 두릅나뭇과에 딸린 여러해살이풀이다.

## 생김새
한국에서는 전국 곳곳의 산지에 나며 높이는 1.5미터 정도이다. 줄기는 크며, 가지가 갈라졌고, 꽃을 제외한 전체에 털이 있다. 잎은 크고 넓으며, 어긋나며 2회 깃꼴겹잎, 길이 50-100센티미터, 작은 턱잎이 잎의 밑동에 붙고, 작은잎은 5-9장, 난형, 타원형이며 길이 5-30센티미터이다. 끝이 뾰족하고, 가장자리에 톱니가 있고 뒷면은 흰빛이 돌고, 잎자루는 짧다. 꽃은 암수한그루로 연한 녹색이며 지름 3밀리미터, 5수성이다. 산형꽃차례, 다시 총상꽃차례 모양으로 늘어선다. 열매는 9~10월 경에 작은 공 모양으로 맺으며 둥근 모양의 액과, 지름 2밀리미터가량, 검은 자주색으로 익는다.

## 쓰임새
뿌리는 근골의 풍습을 제거하는데 주로 쓰이며 어린순은 식용한다.

## 관리 및 번식법
관리법 : 약용식물로 재배되고 있다. 유기질을 많이 필요로 하기 때문에 퇴비를 많이 넣고 심어야 한다. 물은 2~3일 간격으로 준다.
번식법 : 이른 봄에 포기나누기를 하거나 10월경에 받은 종자를 물에 2~3일 불린 후 바로 화분에 뿌리거나 냉장보관 후 이듬해 봄에 동일한 방법으로 뿌린다.

## 사진

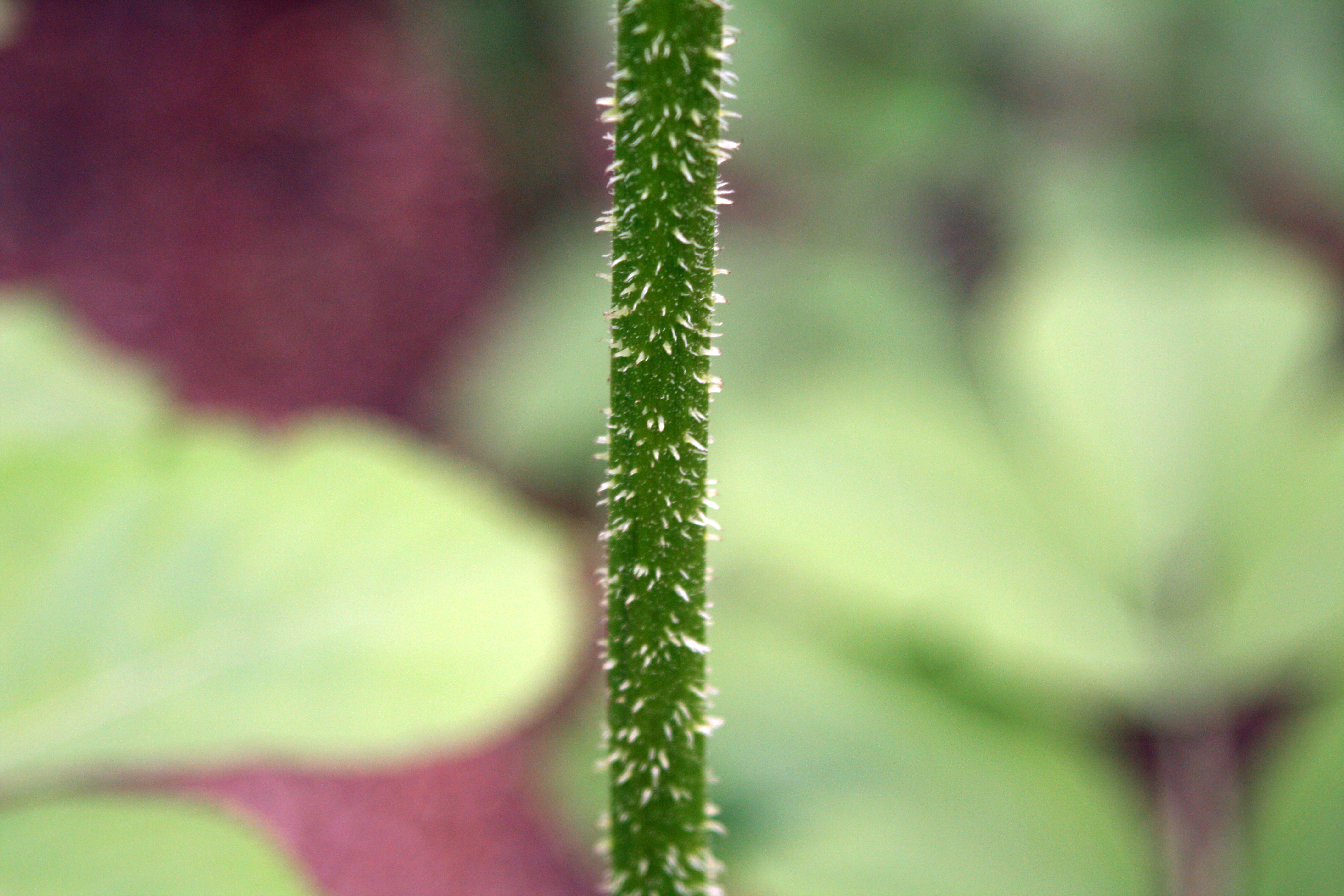
줄기
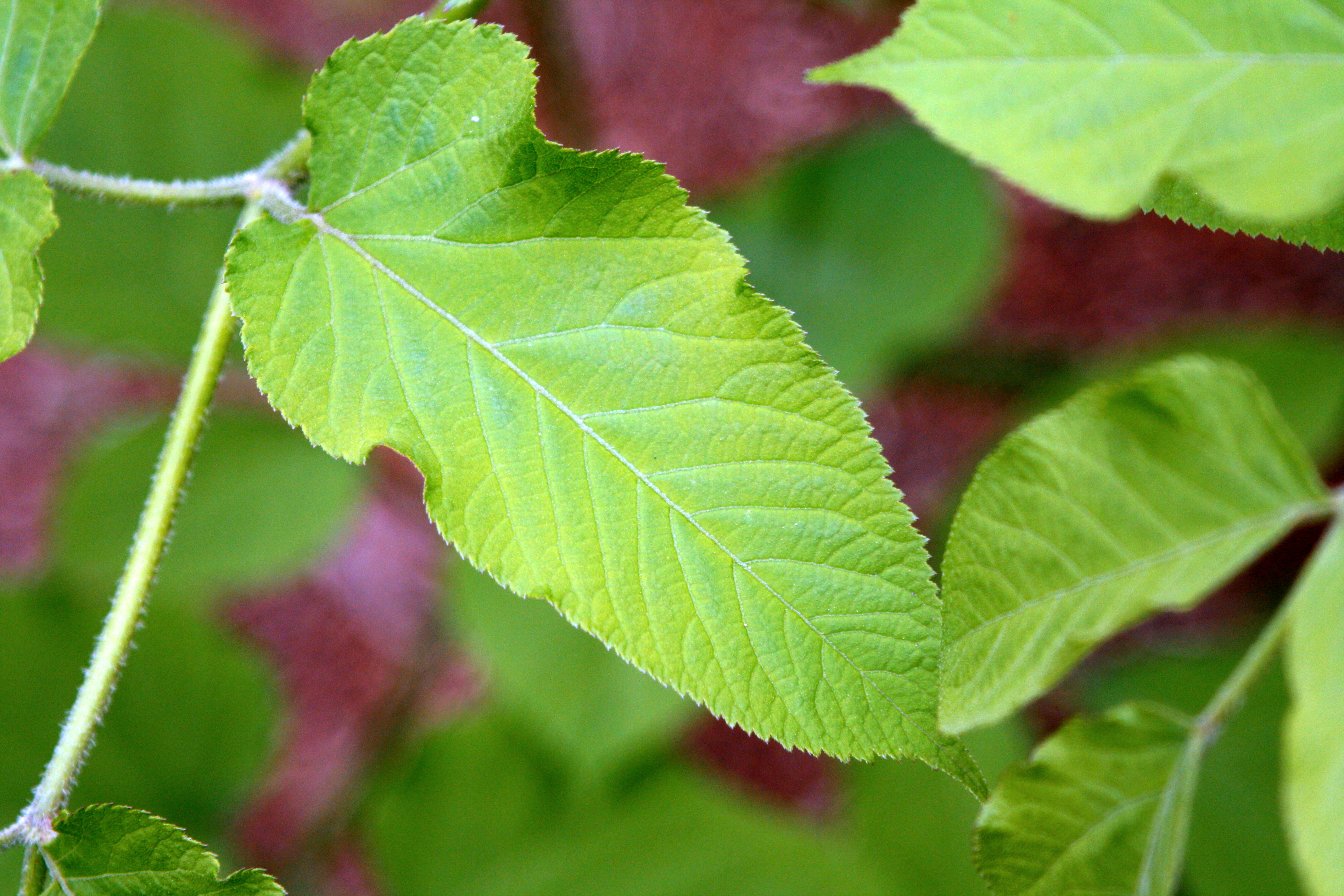
잎